# Roata de Jos
Roata de Jos è un comune della Romania di 8 215 abitanti, ubicato nel distretto di Giurgiu, nella regione storica della Muntenia.
Il comune è formato dall'unione di 4 villaggi: Cartojani, Roata de Jos, Roata Mică, Sadina.